# Monique Albuquerque
Monique Albuquerque (nascida em 11 de setembro de 1991, em Porto Alegre) é uma ex-tenista profissional brasileira.
Jogadora destra de Porto Alegre, Monique representou a Equipe Brasileira da Fed Cup do Brasil em um total de quatro jogos, entre 2009 e 2010. Todas as suas aparições foram em dupla ao lado de Roxane Vaisemberg, com a dupla vencendo três de suas quatro partidas juntas. Ela jogou no circuito profissional até 2011, garantindo seis títulos de duplas da ITF.
De 2013 a 2015, ela jogou tênis do time pelo colégio pelo Miami Hurricanes, na Universidade de Miami.

## Finais da ITF
| Torneios de US$ 25.000 |
| Torneios de US$ 10.000 |

### Duplas: 14 (6–8)
| Outcome   | No. | Date       | Torneio                     | Quadra | Parceira                 | Adversárias                             | Score                  |
| --------- | --- | ---------- | --------------------------- | ------ | ------------------------ | --------------------------------------- | ---------------------- |
| Runner-up | 1.  | 6-10-2008  | Mogi das Cruzes, Brasil     | Clay   | Paula Cristina Gonçalves | Karen Castiblanco Aranza Salut          | 3–6, 1–6               |
| Runner-up | 2.  | 27-07-2009 | Campos do Jordão, Brasil    | Clay   | Paula Cristina Gonçalves | Larissa Carvalho Vivian Segnini         | 6–3, 1–6, [7–10]       |
| Vencedora | 1.  | 29-08-2009 | Barueri, Brasil             | Hard   | Roxane Vaisemberg        | Mailen Auroux Fernanda Hermenegildo     | 7–6(9–7), 7–5          |
| Runner-up | 3.  | 17-10-2009 | Bauru, Brasil               | Clay   | Roxane Vaisemberg        | Veronica Spiegel Emilia Yorio           | 4–6, 3–6               |
| Vencedora | 2.  | 24-10-2009 | Belo Horizonte, Brasil      | Clay   | Roxane Vaisemberg        | Veronica Spiegel Emilia Yorio           | 6–7(4–7), 6–1, [14–12] |
| Runner-up | 4.  | 23-07-2010 | Brasília, Brasil            | Hard   | Roxane Vaisemberg        | Ana Clara Duarte Fernanda Hermenegildo  | 2–6, 4–6               |
| Runner-up | 5.  | 31-07-2010 | Campos do Jordão, Brasil    | Hard   | Roxane Vaisemberg        | Fernanda Faria Paula Cristina Gonçalves | 3–6, 2–6               |
| Vencedora | 3.  | 8-08-2010  | Brasília, Brasil            | Hard   | Fernanda Hermenegildo    | Fernanda Faria Paula Cristina Gonçalves | 7–6(7–5), 6–4          |
| Vencedora | 4.  | 18-09-2010 | Itapema, Brasil             | Clay   | Roxane Vaisemberg        | Maria Fernanda Alves Natalia Cheng      | 6–3, 6–3               |
| Vencedora | 5.  | 15-10-2010 | São Paulo, Brasil           | Clay   | Vivian Segnini           | Nathália Rossi Barbara Rush             | 6–4, 6–4               |
| Runner-up | 6.  | 20-11-2010 | Niterói, Brasil             | Clay   | Fernanda Hermenegildo    | Maria Fernanda Alves Ana Clara Duarte   | 4–6, 4–6               |
| Runner-up | 7.  | 1-04-2011  | Ribeirão Preto, Brasil      | Clay   | Isabela Miró             | Gabriela Cé Irina Khromacheva           | 2–6, 4–6               |
| Vencedora | 6.  | 27-05-2011 | Itaparica, Brasil           | Hard   | Aranza Salut             | Roxane Vaisemberg Vivian Segnini        | 6–3, 4–6, [11–9]       |
| Runner-up | 8.  | 27-06-2011 | São José dos Campos, Brasil | Clay   | Fernanda Faria           | Carla Forte Maria Fernanda Alves        | 4–6, 6–0, 4–6          |